# Trophée NHK 1979
Navigation
Édition suivante
Le Trophée NHK 1979 (en anglais : NHK Trophy) est la 1re édition d'une compétition internationale de patinage artistique qui s'est déroulée du 26 au 28 octobre 1979 au gymnase olympique de Yoyogi à Tokyo au Japon. 
Cette compétition accueille des patineurs amateurs de niveau senior dans quatre catégories: simple messieurs, simple dames, couple artistique et danse sur glace.

## Résultats

### Messieurs
| Rang | Nom               | Pays             | Points | Prog. court | Prog. libre |
| ---- | ----------------- | ---------------- | ------ | ----------- | ----------- |
| 1    | Robin Cousins     | Royaume-Uni      |        | 1           | 1           |
| 2    | Fumio Igarashi    | Japon            |        | 2           | 2           |
| 3    | David Santee      | États-Unis       |        | 3           | 4           |
| 4    | Scott Hamilton    | États-Unis       |        | 6           | 3           |
| 5    | Mitsuru Matsumura | Japon            |        | 4           | 7           |
| 6    | Takeshi Mura      | Japon            |        | 8           | 5           |
| 7    | Shinji Someya     | Japon            |        | 9           | 6           |
| 8    | Vladimir Kotin    | Union soviétique |        | 7           | 8           |
| 9    | Alexandre Fadeïev | Union soviétique |        | 5           | 9           |
| 10   | Istvan Simon      | Hongrie          |        | 11          | 10          |
| 11   | Cong Wenyi        | Chine            |        | 10          | 11          |

### Dames
| Rang | Nom                  | Pays                 | Points | Prog. court | Prog. libre |
| ---- | -------------------- | -------------------- | ------ | ----------- | ----------- |
| 1    | Emi Watanabe         | Japon                |        | 1           | 1           |
| 2    | Lisa-Marie Allen     | États-Unis           |        | 3           | 2           |
| 3    | Sandy Lenz           | États-Unis           |        | 4           | 3           |
| 4    | Susanna Driano       | Italie               |        | 2           | 5           |
| 5    | Karin Riediger       | Allemagne de l'Ouest |        | 7           | 4           |
| 6    | Mariko Yoshida       | Japon                |        | 6           | 6           |
| 7    | Myo Shil Kim         | Corée du Nord        |        | 5           | 7           |
| 8    | Masako Kato          | Japon                |        | 10          | 8           |
| 9    | Anita Siegfried      | Suisse               |        | 11          | 10          |
| 10   | Megumi Yanagihara    | Japon                |        | 12          | 9           |
| 11   | Reiko Kobayashi      | Japon                |        | 9           | 11          |
| 12   | Yoko Yakushi         | Japon                |        | 8           | 13          |
| 13   | Svetlana Frantsuzova | Union soviétique     |        | 13          | 12          |
| 14   | Sonja Stanek         | Autriche             |        | 14          | 14          |
| 15   | Hae-Sook Shin        | Corée du Sud         |        | 15          | 15          |
| 16   | Zhiying Liu          | Chine                |        | 16          | 16          |

### Couples
| Rang | Nom                                | Pays             | Points | Prog. court | Prog. libre |
| ---- | ---------------------------------- | ---------------- | ------ | ----------- | ----------- |
| 1    | Irina Vorobieva / Igor Lisovski    | Union soviétique |        | 1           | 1           |
| 2    | Vicki Heasley / Robert Wagenhoffer | États-Unis       |        | 3           | 2           |
| 3    | Sheryl Franks / Michael Botticelli | États-Unis       |        | 4           | 3           |
| 4    | Veronika Pershina / Marat Akbarov  | Union soviétique |        | 2           | 5           |
| 5    | Yukiko Okabe / Takashi Mura        | Japon            |        | 5           | 4           |
| 6    | Kyoko Hagiwara / Hisao Ozaki       | Japon            |        | 6           | 6           |

### Danse sur glace
| Rang | Nom                                      | Pays             | Points | Danse originale | Danse libre |
| ---- | ---------------------------------------- | ---------------- | ------ | --------------- | ----------- |
| 1    | Irina Moïsseïeva / Andrei Minenkov       | Union soviétique |        | 1               | 1           |
| 2    | Jayne Torvill / Christopher Dean         | Royaume-Uni      |        | 2               | 2           |
| 3    | Natalia Karamisheva / Rostislav Sinitsin | Union soviétique |        | 4               | 3           |
| 4    | Stacey Smith / John Summers              | États-Unis       |        | 3               | 4           |
| 5    | Jana Berankova / Jan Bartak              | Tchécoslovaquie  |        | 5               | 5           |
| 6    | Hola Jindra / Karel Foltan               | Tchécoslovaquie  |        | 6               | 6           |
| 7    | Michiko Abe / Nozomi Sakai               | Japon            |        | 7               | 7           |

## Source
- 1979 NHK Trophy sur wikipedia anglais